# Vellozia patens
Vellozia patens är en enhjärtbladig växtart som beskrevs av Lyman Bradford Smith och Edward Solomon Ayensu. Vellozia patens ingår i släktet Vellozia och familjen Velloziaceae. Inga underarter finns listade.